# Delamanid
Delamanid, được bán dưới tên thương mại là Deltyba, là một loại thuốc dùng để điều trị bệnh lao. Cụ thể hơn thì thuốc này được sử dụng, phối hợp cùng với các loại thuốc chống lao khác, để trị bệnh lao đa kháng hoạt động. Chúng được dùng bằng đường uống.
Các tác dụng phụ thường gặp bao gồm nhức đầu, chóng mặt và buồn nôn. Các tác dụng phụ khác bao gồm kéo dài thời gian QT (trong nhịp tim). Mức độ an toàn trong thai kỳ vẫn chưa được nghiên cứu trong thai kỳ tính đến năm 2016. Delamanid hoạt động bằng cách ngăn chặn việc sản xuất các axit mycolic, từ đó làm mất ổn định thành tế bào vi khuẩn. Thuốc này thuộc nhóm thuốc nitroimidazole.
Delamanid đã được chấp thuận cho sử dụng y tế vào năm 2014 ở châu Âu, Nhật Bản và Hàn Quốc. Nó nằm trong danh sách các thuốc thiết yếu của Tổ chức Y tế Thế giới, tức là nhóm các loại thuốc hiệu quả và an toàn nhất cần thiết trong một hệ thống y tế. Tính đến năm 2016, Hiệp hội chống bệnh lao đã có thỏa thuận mua thuốc với giá 1.700 USD mỗi sáu tháng để sử dụng tại hơn 100 quốc gia.

## Xã hội và văn hóa
Thuốc này đã không có sẵn trên toàn cầu cho đến năm 2015. Người ta tin rằng giá của delamanid sẽ tương tự như bedaquiline, với chi phí cho sáu tháng là khoảng 900 USD ở các nước thu nhập thấp, 3.000 USD ở các nước có thu nhập trung bình và 30.000 USD ở các nước thu nhập cao. Tính đến năm 2016,  Hiệp hội chống bệnh lao đã có thỏa thuận mua thuốc với giá 1.700 USD mỗi sáu tháng.